# Чубурхинджи
Чубурхинджи или Чубурхиндж (абх. Хяцха, груз. ჭუბურხინჯი) — село в Абхазии, в Галском районе частично признанной Республики Абхазия, согласно административному делению Грузии — в Гальском муниципалитете Абхазской Автономной Республики. Расположено в 8 км к юго-востоку от райцентра Гал, у реки Ингури, на границе с краем Самегрело и Земо-Сванети Грузии. В административном отношении село представляет собой административный центр сельской администрации Чубурхиндж.

## Границы
На западе сельская администрация Чубурхиндж граничит с с/а (сёлами) Таглан и Сида; на северо-западе — с с/а (сёлом) Шашикуара; на северо — с с/а (сёлом) Махунджра и Дихазурга, на востоке и юго-востоке, по реке Ингури, проходит граница Республики Абхазия с Грузией.

## Администрация
Сельской администрации Чубурхиндж подчинены сёла:
- собственно Чубурхинджи (Хяцха) — 2092 человека (1989 г.)
- Чхонхумла, к востоку от Чубурхинджа — 716 человек (1989 г.)
- Зени (Лбаа), к югу от Чубурхинджа, на берегу реки Ингури — 533 человека (1989 г.)
- Меоре Аквага (Аквага Вторая, Аквага II), к северо-западу от Чубурхинджа — 577 человек (1989 г.)
- Пирвели Аквага (Аквага Первая, Аквага I), к северо-западу от Акваги II — 1408 человек (1989 г.)
- Салхино (Лаштра), к западу от Чубурхинджа и к югу от Акваги I — 1131 человек (1989 г.)

## Население
| Численность населения | Численность населения | Численность населения | Численность населения |
| 1886                  | 1926                  | 1989                  | 2011                  |
| --------------------- | --------------------- | --------------------- | --------------------- |
| 2085                  | ↗2909                 | ↗6457                 | ↘3340                 |

По данным переписи 1989 года на территории Чубурхинджской сельской администрации (сельсовета) жило 6457 человек, по данным переписи 2011 года население сельской администрации Чубурхиндж составило 3340 человек, в основном абхазы (99,3 %).

## Известные люди
- Акиртава, Николай Николаевич (1894—1937) — ответственный секретарь Аджарского областного комитета КП(б) Грузии.